# Addington v. Texas
Addington v. Texas est un arrêt de principe en droit psychiatrique de la Cour suprême des États-Unis. La Cour suprême a jugé que l'État doit prouver, par des preuves claires et convaincantes, qu'une personne a une maladie mentale et que la garde psychiatrique est nécessaire pour son bien-être et le bien-être des autres, avant qu'il ne puisse être gardé en établissement sans son consentement.
Le jugement de cet arrêt a inspiré la décision d'un autre arrêt, Santosky v. Kramer, dans lequel la Cour suprême a jugé qu'une cour ne peut pas interrompre les droits parentaux sans des preuves claires et convaincantes des faits, par exemple, que le parent est incapable de s'occuper bien de l'enfant. Ce standard de la preuve est moins rigoureux que le standard de la preuve au-delà de tout doute raisonnable; la justification pour cela est que les auditions du tribunal de la famille pour interrompre les droits parentaux, comme les auditions pour l'hospitalisation sans consentement, peut impliquer du témoignage médical et psychiatrique qui n'est pas susceptible d'être prouvé absolument. La théorie est qu'en général il n'est pas possible prouver au-delà de tout doute raisonnable qu'un parent manque d'affection, souci, ou aptitude.